# Coreno Ausonio
Coreno Ausonio là một đô thị ở tỉnh Frosinone trong vùng Lazio, có vị trí cách khoảng 120 km về phía đông nam của Roma và khoảng 50 km về phía đông nam của Frosinone. Tại thời điểm ngày 31 tháng 12 năm 2004, đô thị này có dân số 1.723 người và diện tích là 26 km².
Coreno Ausonio giáp các đô thị: Ausonia, Castelforte, Castelnuovo Parano, Minturno, Santi Cosma e Damiano, Spigno Saturnia, Vallemaio.